# زانتوکسین
زانتوکسین (به انگلیسی: Xanthoxin) یک ترکیب شیمیایی با شناسه پاب‌کم ۵۲۸۲۲۲۲ است.